# Эллисон, Кэролайн
Кэролайн Эллисон (род. ноябрь 1994) — бывшая американская руководительница, ранее занимавшая должность генерального директора фирмы криптовалюты Alameda Research, основанной Сэмом Бэнкманом-Фридом. По данным источников, Alameda Research задолжала криптовалютной бирже FTX около $10 миллиардов долларов. Сообщалось, что средства клиентов FTX использовались для кредитования Alameda. После объявления банкротства FTX и Alameda Эллисон была уволена с должности.

## Биография
Эллисон родилась в семье Гленна Эллисона, профессора экономики Массачусетского технологического института (MIT), который возглавлял команду по математике во времена её подросткового возраста, и Сары Фишер Эллисон, также экономиста из MIT. Она выросла в пригородах Бостона. Во время учёбы в школе Ньютона Норт Хай Скул представляла США на Международной лингвистической олимпиаде 2011 года. В 2012 году получила стипендию National Merit Scholarship. Окончила Стэнфордский университет в 2016 году со степенью бакалавра математики. Во время учёбы участвовала в соревнованиях по математике, включая соревнования имени Уильяма Лоуэлла Патнама, трижды входя в число лучших студентов.
После окончания университета работала трейдером в фирме Jane Street Capital, где познакомилась с Сэмом Бэнкманом-Фридом. Через 19 месяцев ушла оттуда и присоединилась к Alameda Research в марте 2018 года. В октябре 2021 года заняла пост сопредседателя вместе с Сэмом Трабуччи, а в августе 2022 года стала единоличным генеральным директором Alameda после ухода Трабуччи. 6 ноября 2022 года заявила, что опубликованная информация о балансе Alameda неполная и компания располагает активами стоимостью свыше $10 млрд. Однако анонимные источники сообщили, что на встрече сотрудников 9 ноября Эллисон признала использование клиентских денег FTX для покрытия обязательств Alameda.
После подачи заявления о банкротстве по главе 11 Федеральным судом Джон Рэй III уволил Эллисон. Позже выяснилось наличие серьёзных недостатков в бухгалтерском учете и управлении рисками обеих компаний. 18 декабря 2023 года Эллисон признала себя виновной в мошенничестве согласно соглашению о признании вины и согласилась выступить свидетелем против Бэнкмана-Фрида. 24 сентября 2024 года суд приговорил её к двум годам тюремного заключения. В декабре 2024 года The Washington Post сообщила, что срок наказания Эллисон был сокращен на несколько месяцев, и она освободится в июле 2026 года.[59]

### Личная жизнь
Согласно бывшим сотрудникам FTX и Alameda, Эллисон имела близкие отношения с Сэмом Бэнкманом-Фридом, руководителем FTX. В своём блоге на платформе Tumblr писала, что изучает принципы полиамории.
Эллисон занималась благотворительностью, финансируя фонд FTX Future Fund, основанный на принципах эффективного альтруизма.